# Лук короткозубчатый
Лук короткозубчатый (лат. Allium brachyodon) — многолетнее травянистое растение, вид рода Лук (Allium) семейства Луковые (Alliaceae).

## Распространение и экология
В природе ареал вида охватывает горные районы Туркменистана и Ирана.
Произрастает на каменистых местах.

## Ботаническое описание
Луковицы цилиндрические, толщиной 1—1,5 см, длиной 5—10 см, по 2—3 прикреплены к восходящему корневищу, с серо-бурыми кожистыми, раскалывающимися, грубо сетчатыми оболочками. Стебель высотой 10—20 см, округлый, гладкий, слегка бороздчатый, при основании одетый гладкими, сближенными влагалищами листьев.
Листья в числе 3—4, линейные, шириной 2—3 мм, плоские, по краю шероховатые, равные стеблю.
Зонтик шаровидный или полушаровидный, немногоцветковый, густой. Листочки широко колокольчатого околоцветника беловатые, длиной около 5 мм, тупые, по спинке розоватые, с тёмно-пурпурной жилкой, наружные продолговатые, немного короче внутренних яйцевидных. Нити тычинок в полтора раза длиннее листочков околоцветника, при самом основании сросшиеся, шиловидные. Столбик выдается из околоцветника; рыльце почти головчатое.
Коробочка с округлыми створками, равна околоцветнику.

## Таксономия
Вид Лук короткозубчатый входит в род Лук (Allium) семейства Луковые (Alliaceae) порядка Спаржецветные (Asparagales).
|  |                                      |  |                                                             |                                                             |                   |  | ещё 24 семейства (согласно Системе APG II) | ещё 24 семейства (согласно Системе APG II) |                         |  |  |  | ещё более 870 видов |
|  |                                      |  |                                                             |                                                             |                   |  | ещё 24 семейства (согласно Системе APG II) | ещё 24 семейства (согласно Системе APG II) |                         |  |  |  | ещё более 870 видов |
|  |                                      |  |                                                             | порядок Спаржецветные                                       |                   |  |                                            |                                            | род Лук                 |  |  |  |                     |
|  |                                      |  |                                                             | порядок Спаржецветные                                       |                   |  |                                            |                                            | род Лук                 |  |  |  |                     |
|  | отдел Цветковые, или Покрытосеменные |  |                                                             |                                                             | семейство Луковые |  |                                            |                                            | вид Лук короткозубчатый |  |  |  |                     |
|  | отдел Цветковые, или Покрытосеменные |  |                                                             |                                                             | семейство Луковые |  |                                            |                                            |                         |  |  |  |                     |
|  |                                      |  | ещё 44 порядка цветковых растений (согласно Системе APG II) | ещё 44 порядка цветковых растений (согласно Системе APG II) |                   |  |                                            | ещё около 300 родов                        | ещё около 300 родов     |  |  |  |                     |
|  |                                      |  |                                                             | ещё 44 порядка цветковых растений (согласно Системе APG II) |                   |  |                                            |                                            | ещё около 300 родов     |  |  |  |                     |